# Lazar-Höhle

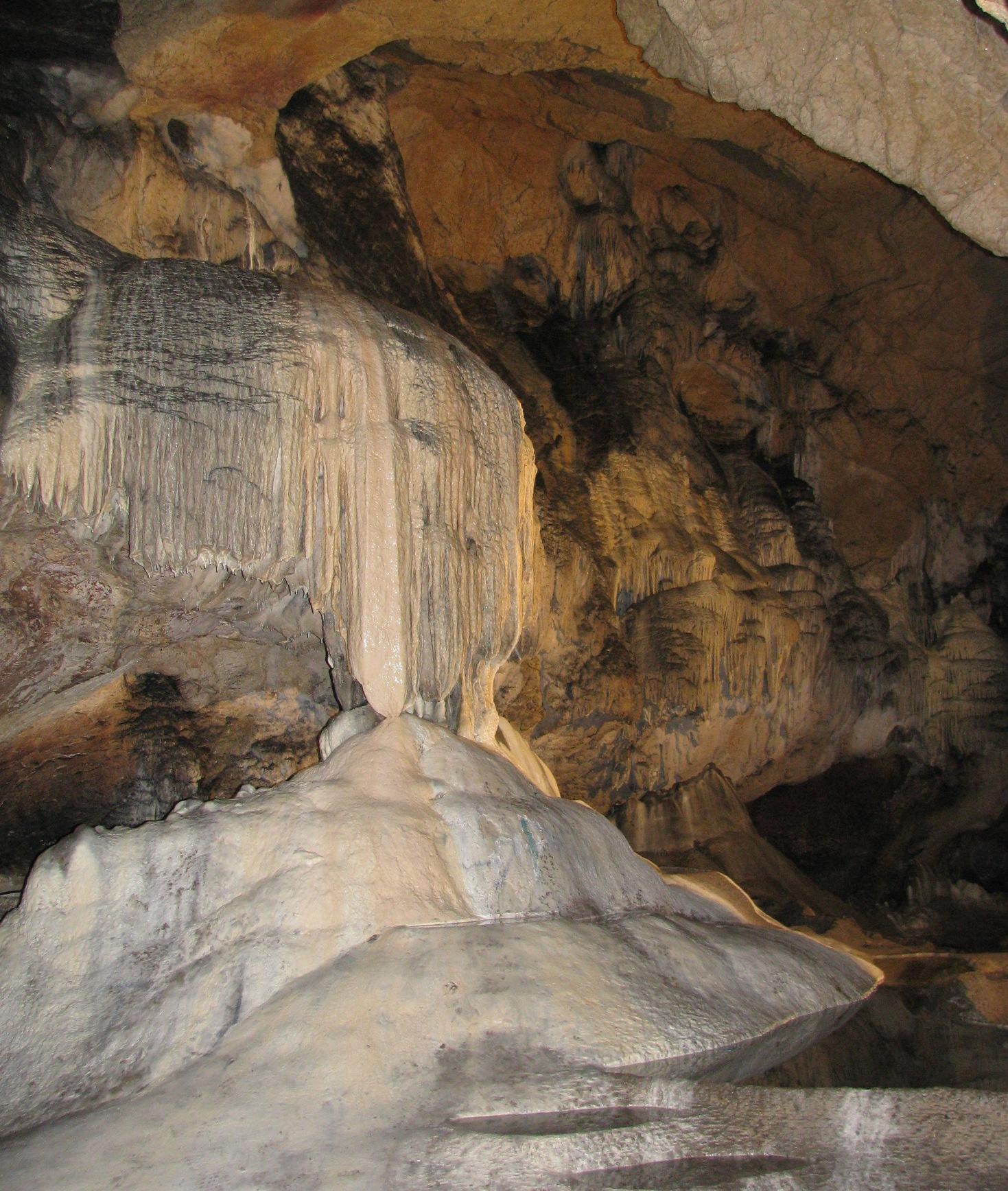
Lazar-Höhle

Die Lazar-Höhle (serbisch Лазарева пећина, Transliteration Lazareva pećina) ist eine Höhle im Osten Serbiens. Sie liegt nordwestlich von Zlot, einem Dorf in der Opština Bor und im Okrug Bor. Mit einer Länge von 9818 Metern ist die Lazar-Höhle die längste Höhle in Serbien – vor der 7149 Meter langen Cerje-Höhle im Südwesten Serbiens.